# Alaverdi
Alaverdi  (in armeno Ալավերդի?) è una città di circa 16 398 abitanti (2020) della provincia di Lori in Armenia.
La città nasce come centro minerario per l'estrazione del rame, nella gola formata dal fiume Debed nel nord dell'Armenia.
È un fondamentale nodo viario tra Armenia e Georgia e da qui passa l'unica linea ferroviaria tra i due stati.
Il comune di Alaverdi comprendeva fino al 2017, oltre alla città in fondo alla gola, il villaggio di Akner (in armeno Ակներ) e i siti di Sanahin e Sarahart, in origine villaggi separati, che si trovano in cima all'altopiano prospiciente la gola (sarahart in armeno significa altopiano). Sarahart è collegato al centro di Alaverdi mediante una funivia non più attiva dal 2016.
Tra il 2017 e il 2022 una serie di leggi hanno allargato il numero di centri abitati compresi nel comune, tra cui Akori, Kachachkut, Haghpat, Tsaghkashat, Djiliza e Akhtala.

## Geografia

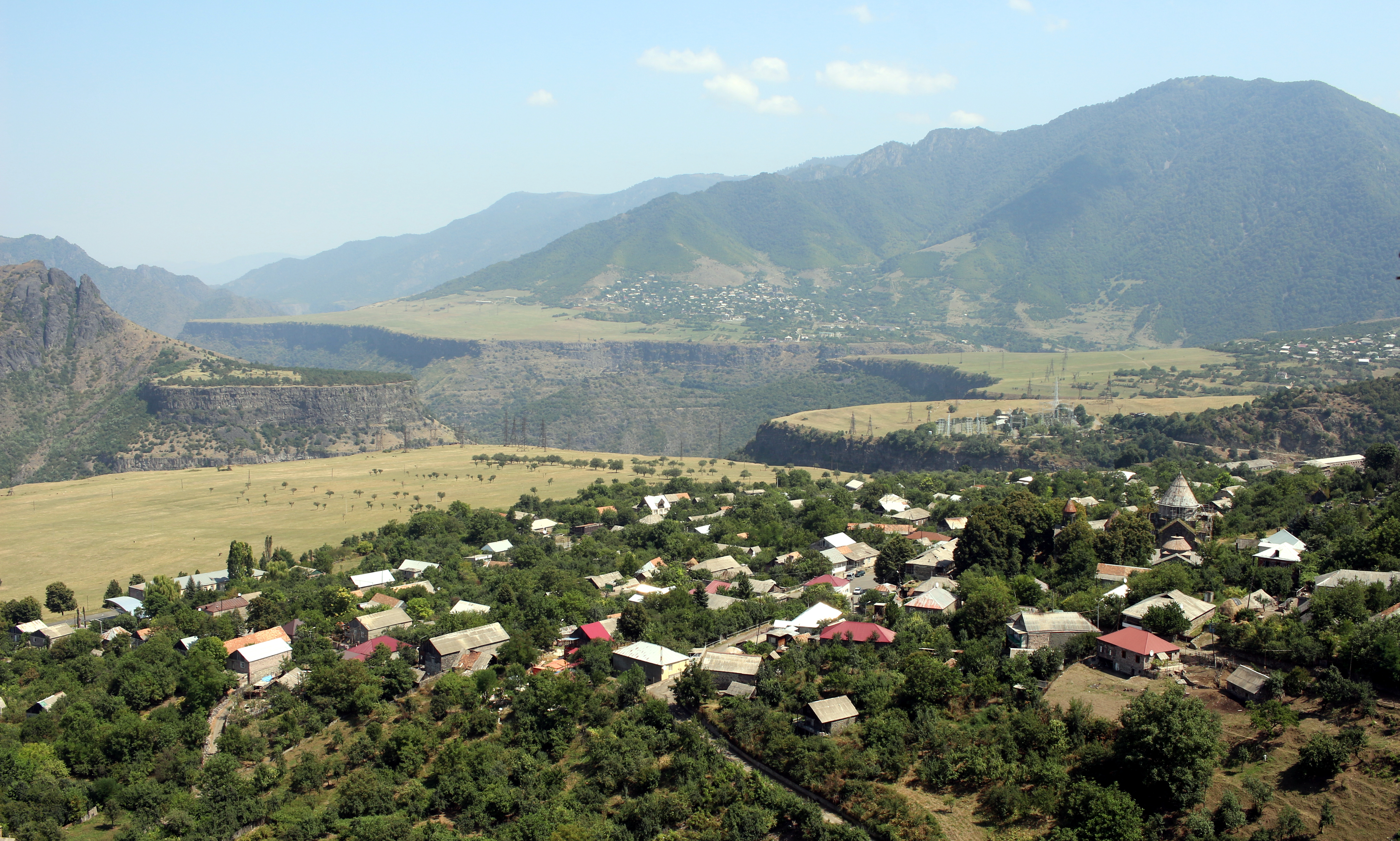
L'altopiano di Sanahin e Sarahart, sulla gola del Debed che si sviluppa verso est.

La città si sviluppa lungo le sponde del fiume Debed, che forma una profonda gola in direzione est. In cima alla gola, sulla sponda destra del fiume si trova una altopiano su cui sorgono gli insediamenti di Sanahin e Sarahart.

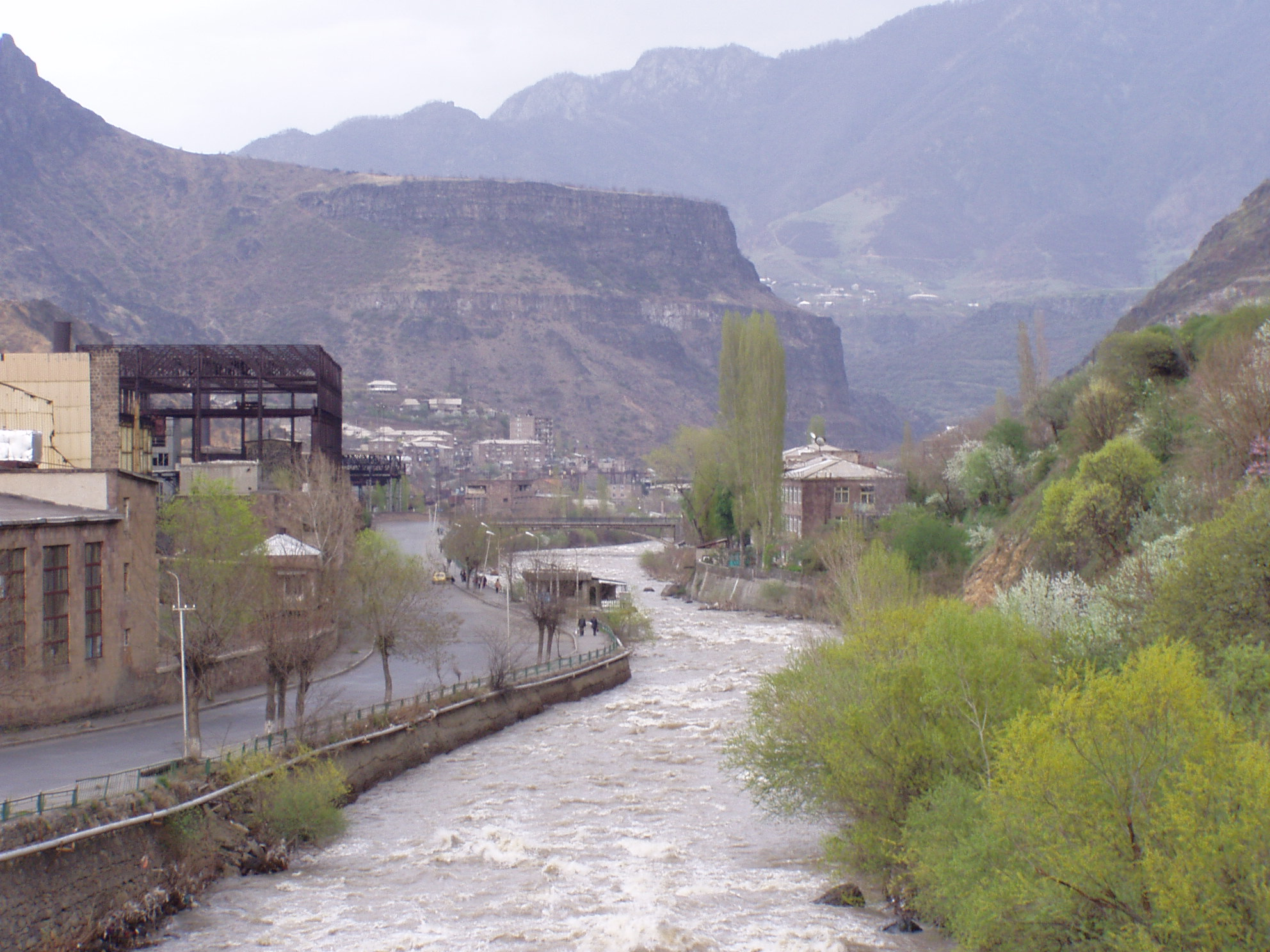
Il Debed presso Alaverdi

## Origine del nome
L'origine del nome è controversa, in quanto diverse teorie si contrappongono. Il centro attuale nasce con le baracche degli operai della fonderia sorta tra il 1899 e il 1900 e prese il nome di Manes, dal nome dell'ingegnere francese a capo dei lavori. Il nome Alaverdi sarebbe passato a tutta l'area dal vicino villaggio di Madan, che portava il nome Alaverdi dalla metà del XVIII secolo, come testimoniato dai registri della chiesa calcedoniana del villaggio stesso. Tra le varie ipotesi c'è quella che il toponimo derivi dal nome del capo della tribù turca dei Borchalu nel XVII secolo, Allahverdi Molla Oghli Tarkhanel, oppure da alav (fiamma, fuoco, fuoco) e afdrik (tetto, tetto).

## Storia

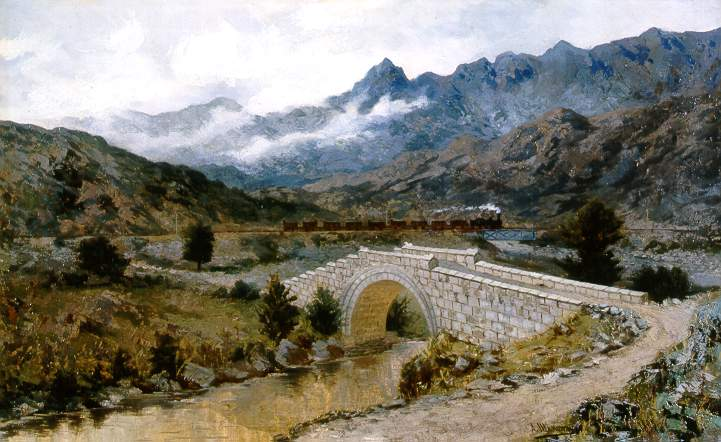
Dipinto del 1899 in cui si vede il ponte di Sanahin con la ferrovia, ma senza la fabbrica di rame alle sue spalle.

Verso il 1780, quando la zona fu annessa all'Impero russo, la famiglia nobile Argoutinski-Dolgoruki portò molti minatori dalla Grecia per dare inizio all'estrazione del rame. Ben presto la produzione di rame da Alaverdi raggiunse circa un quarto di tutto il rame russo. Nel periodo dal 1880 al 1890 la concessione mineraria venne venduta alla Francia. Durante il periodo sovietico, nel XX secolo, la città assunse l'aspetto attuale, tipico dei centri industriali sovietici. Oggi le miniere sono state privatizzate e sono la principale fonte di occupazione.

## Monumenti
Un ponte del XII secolo attraversa il Debed e molti monasteri sono presenti nella zona: i monasteri di Sanahin, Haghpat, Kobayr, Akhtala, Khorakert, Khuchap, Ardvi e una basilica nel vicino comune di Odzun.
Nonostante questa ricchezza le infrastrutture turistiche sono scarse.